# (500277) 2012 PQ2
(500277) 2012 PQ2 es un asteroide perteneciente al cinturón de asteroides, descubierto el 8 de agosto de 2012 por el equipo del Pan-STARRS desde el Observatorio de Haleakala, Hawái, Estados Unidos.

## Designación y nombre
Designado provisionalmente como 2012 PQ2.

## Características orbitales
2012 PQ2 está situado a una distancia media del Sol de 3,011 ua, pudiendo alejarse hasta 3,410 ua y acercarse hasta 2,613 ua. Su excentricidad es 0,132 y la inclinación orbital 10,56 grados. Emplea 1909,26 días en completar una órbita alrededor del Sol.

## Características físicas
La magnitud absoluta de 2012 PQ2 es 16,9.